# Federació de Societats Musicals de la Comunitat Valenciana
La Federació de Societats Musicals de la Comunitat Valenciana (FSMCV) és una entitat sense ànim de lucre que va néixer l'any 1968 amb l'objectiu de conjuminar esforços en favor del desenvolupament del col·lectiu de les bandes de música i de l'associacionisme civil.
La Federació de Societats Musicals de la Comunitat Valenciana té com a finalitat es cercar la unió entre les associacions que la integren per a promoure, difondre i dignificar l'afició, ensenyament i pràctica de la Música, potenciar l'associacionisme i proporcionar a la societat civil un mitjà de desenvolupament i articulació cultural.
Les Societats Musicals de la Comunitat Valenciana han sigut declarades Bé d'Interés Cultural pel Govern Valencià i Manifestació Representativa del Patrimoni Cultural Immaterial pel govern de l'estat el maig de 2021.
Des de la seua fundació fins a l'actualitat han passat per la seua presidència Antonio Andrés Juan (1968-1973), Vicente Ruiz Monrabal (1973-1976), Enrique Carpi Amaniment (1976-83), Ángel Asunción Rubio (1983-1998), Vicente Escrig Peris (1998-2002), Santiago Algado Finestrat (2002-2006), Josep Francesc Almería Serrano (2006-2014), Pedro Rodríguez Navarro (2014-2019), i Daniela González Almansa
Cada any té lloc una Assemblea General a la qual assisteixen totes les societats musicals federades. La primera Assemblea General ordinària es va celebrar en el Saló del Conservatori de Música de València l'any 1969.
La FSMCV atorga els Premis Euterpe Ángel Asunción que han aconseguit la seua edició número vint-i-quatre homenatjant les persones i entitats que millor representen els valors de les societats musicals valencianes.